# Dame que te doy
Dame que te doy es el nombre del tercer álbum de estudio de la cantante venezolana, Diveana. Fue producido en República Dominicana por Manuel Tejada y Palmer Hernández. Fue lanzado al mercado por Latina el 7 de agosto de 1994. Algunos de los sencillos que se promocionaron de este disco fueron: «Dame que te doy», «Me falta todo» y «Lo que siento contigo», fueron algunas canciones de este disco que se posicionaron en todas las carteleras musicales durante 1994 y 1995. En Venezuela fue lanzado por la disquera Velvet Rodven en marzo de 1994 teniendo como primer tema de promoción "Oh Oh Tu No Ves".

## Canciones
| N.º | Título                                | Duración |  |
| 1.  | «Oh, oh, tú no ves»                   |          |  |
| 2.  | «Me falta todo»                       |          |  |
| 3.  | «Dame que te doy» (ft. Sergio Vargas) |          |  |
| 4.  | «Te amaré»                            |          |  |
| 5.  | «Lo que siento contigo»               |          |  |
| 6.  | «Tengo»                               |          |  |
| 7.  | «No voy a morir de pena»              |          |  |
| 8.  | «Si por mi fuera»                     |          |  |

- Datos: Q25408181